# Kincsesbánya
Kincsesbánya (ungerska: Kincses) är en ort i Ungern.   Den ligger i provinsen Fejér, i den västra delen av landet, 60 km väster om huvudstaden Budapest. Kincsesbánya ligger 139 meter över havet och antalet invånare är 1 506.
Terrängen runt Kincsesbánya är huvudsakligen platt, men åt sydväst är den kuperad. Runt Kincsesbánya är det ganska tätbefolkat, med 199 invånare per kvadratkilometer. Närmaste större samhälle är Székesfehérvár, 13,0 km sydost om Kincsesbánya. Trakten runt Kincsesbánya består till största delen av jordbruksmark.